# Principio KISS
El principio KISS (del inglés Keep It Simple, Stupid!: «¡Mantenlo sencillo, estúpido!») es un acrónimo usado como principio de diseño.
El principio KISS establece que la mayoría de sistemas funcionan mejor si se mantienen simples que si se hacen complejos; por ello, la simplicidad debe ser mantenida como un objetivo clave del diseño, y cualquier complejidad accidental debe ser evitada.
El principio KISS es una formulación moderna y simplificada de la navaja de Ockham.

## Origen
Este principio se registra por primera vez en la Marina de los Estados Unidos en 1960, y se atribuye principalmente a Kelly Johnson, ingeniero jefe en Lockheed Skunk Works.
Según FOLDOC, el diccionario en línea del Imperial College Department of Computing, posiblemente tiene su origen en el marketing y las presentaciones de ventas, para ser utilizado después en el desarrollo de sistemas, sobre todo para evitar que los sucesivos desarrollos en los diseños se complicaran.